# Christian Volckman
Christian Volckman (1971) és un director, animador i pintor francès. És conegut principalment a França pel seu curtmetratge Maaz, el seu llargmetratge d'animació Renaissance (2006), i el seu llargmetratge The Room (2019).

## Biografia
Es va donar a conèixer el 1999 pel seu curtmetratge d'animació Maaz, que va guanyar més de trenta premis. El 2006 va dirigir el seu primer llargmetratge, Renaissance, una pel·lícula d'animació de ciència-ficció en blanc i negre sense matisos de gris, amb la veu de Daniel Craig. Renaissance va guanyar el Cristall de Llargmetratge al Festival d'Annecy el 2006;preseleccionada per als Oscars 2007, la pel·lícula va ser distribuïda a França per Pathé i als Estats Units per Miramax. No obstant això, la pel·lícula va ser un fracàs a la taquilla.
L'any 2008, Christian Volckman va crear amb Raphaël Thierry la parella “©®” i el projecte “THEFLOW” que és l'origen d'una sèrie d'exposicions temàtiques fruit de la seva col·laboració artística. Ha dirigit diversos videoclips com Miss Chang i Once Upon A Time per al grup ChineseMan, Paris sera toujours Paris per a la cantant Zaz, Requiem per a la cantant Alma (Eurovisió 2017), Migration Feathers per a General Elektriks. A principis de 2017, va treballar en diversos llargmetratges: The Room, produït per Les Films du Poisson, The Kid, produït per Bidibul Productions, Superprod i Big -Beach, i Rapaces, produït per Oriflammes Films. The Room acaba de guanyar el premi a la millor pel·lícula al BIFAN, el Festival Internacional de Cinema Fantàstic de Bucheon a Corea.

## Filmografia
- 1998: Le Cobaye
- 1999 : Maaz (curtmetratge; director, productor, guionista)
- 2006: Renaissance (llargmetratge; director, dissenyador de producció)
- 2006-2017: vídeos musicals per a Chineseman, Zaz, Pep's, Alma.
- 2006-2017: producció cinematogràfica per a la parella artística “©®”
- 2019: The Room

## Distincions
- Premi de llargmetratge al Festival d'Annecy per Renaissance el 2007.
- Guanyador de la residència NEF Animation a l'Abadia Reial de Fontevraud el 2010.

## Publicacions
- Xavier Kawa-Topor, "C & R: the flow", catàleg del Festival Premiers Plans, Angers, 2013.
- El 2011, Christian Volckman va produir, en col·laboració amb Raphaël Thierry, un llibre de visites per a.[4]

## Conferències
- Forum des images:"Renaissance" de Christian Volckman analysé par Gilles Ciment  6 de juny de 2007. Vídeo.